# Karina Toth
Karina Toth (* 27. September 1983) ist eine österreichische Curlerin sowie Sportjournalistin und -moderatorin. Sie ist Skip der österreichischen Curling-Nationalmannschaft.

## Leben
Die studierte Juristin begann im elterlichen Unternehmen zu arbeiten. Später war sie als Stadionsprecherin tätig.
Im Zeitraum von 2004 bis 2012 nahm sie an 9 Europameisterschaften, 4 Mixed-Europameisterschaften und einer Mixed-Doubles-Weltmeisterschaft teil. Sie spielt für den Curlingclub Kitzbühel.
2018 und 2022 war sie bei den Olympischen Winterspielen ORF-Kokommentatorin der Curling-Bewerbe. Seit April 2024 verstärkt sie das ORF-Sport-Team und präsentiert die Sportnachrichten Sport aktuell. Toth ist Mutter von Zwillingen.

## Teamkollegen
- Constanze Hummel (Third)
- Anna Weghuber (Second)
- Marijke Reitsma (Lead)

## Erfolge
- 1. Platz Europameisterschaft Gruppe B (2004 und 2006)
- 3. Platz Europameisterschaft Gruppe B (2009, 2010 und 2012)
- 4. Platz Mixed-Europameisterschaft (2007 und 2012)